# Miss Polonia 2018
Miss Polonia 2018 – 40. edycja konkursu piękności Miss Polonia. Gala finałowa odbyła się 10 listopada 2018 w sali balowej hotelu Narvil Conference & Spa w Serocku.
Tytuł Miss Polonia zdobyła Milena Sadowska z Babic.

## Rezultaty
| Tytuł             | Laureatka                      |
| ----------------- | ------------------------------ |
| Miss Polonia 2018 | Milena Sadowska                |
| I Wicemiss        | Martyna Górak                  |
| II Wicemiss       | Patrycja Woźniak               |
| Top 5             | Zuzanna Smaga Sylwia Stasińska |

### Nagrody specjalne
| Tytuł                | Laureatka        |
| -------------------- | ---------------- |
| Miss Delia Cosmetics | Milena Sadowska  |
| Miss Party           | Sylwia Stasińska |
| Miss Publiczności    | Sylwia Stasińska |
| Miss Osobowości      | Karolina Grodzka |
|                      |                  |

## Finalistki
| Nr | Kandydatka           | Wiek | Wzrost | Województwo             | Miejscowość             |
| -- | -------------------- | ---- | ------ | ----------------------- | ----------------------- |
| 1  | Jesica Walecka       | 19   | 171 cm | Kujawsko-pomorskie      | Chełmża                 |
| 2  | Magdalena Kaczmarzyk | 22   | 173 cm | Mazowieckie             | Iłża                    |
| 3  | Patrycja Woźniak     | 19   | 173 cm | Łódzkie                 | Łask                    |
| 4  | Milena Sadowska      | 19   | 175 cm | Małopolskie             | Babice                  |
| 5  | Natalia Uliasz       | 26   | 175 cm | Śląskie                 | Bytom                   |
| 6  | Agata Dorodko        | 18   | 175 cm | Miss Polonia Litwy 2018 | Miss Polonia Litwy 2018 |
| 7  | Sylwia Stasińska     | 20   | 175 cm | Pomorskie               | Gdańsk                  |
| 8  | Karolina Urbańska    | 19   | 176 cm | Warmińsko-mazurskie     | Rybno                   |
| 9  | Zuzanna Smaga        | 21   | 176 cm | Mazowieckie             | Radom                   |
| 10 | Magdalena Karwacka   | 21   | 176 cm | Mazowieckie             | Warszawa                |
| 11 | Paulina Olszyna      | 24   | 176 cm | Wielkopolskie           | Kalisz                  |
| 12 | Martyna Górak        | 23   | 176 cm | Mazowieckie             | Kiedrzyn                |
| 13 | Oliwia Fijałkowska   | 21   | 177 cm | Lubelskie               | Chełm                   |
| 14 | Natalia Zawiślak     | 19   | 177 cm | Łódzkie                 | Kutno                   |
| 15 | Magdalena Czech      | 23   | 178 cm | Łódzkie                 | Opoczno                 |
| 16 | Teresa Miglewicz     | 25   | 179 cm | Pomorskie               | Gdańsk                  |
| 17 | Eliza Jakubowska     | 26   | 180 cm | Mazowieckie             | Warszawa                |
| 18 | Agata Wąsacz         | 21   | 181 cm | Pomorskie               | Sopot                   |
| 19 | Aleksandra Pechal    | 18   | 181 cm | Mazowieckie             | Warszawa                |
| 20 | Weronika Karczewska  | 20   | 184 cm | Mazowieckie             | Raszyn                  |
| 21 | Karolina Grodzka     | 21   | 184 cm | Podkarpackie            | Rzeszów                 |